# 田村正光
田村 正光（たむら まさみつ、1949年8月23日 - ）は、北海道出身の元騎手・元調教助手。
元騎手の田村真来は娘、元調教師の梶与四松は義父（妻の父）、元騎手の梶晃啓は妻の甥である。

## 来歴
1969年3月に騎手免許を取得し、東京・稲葉幸夫厩舎からデビュー。同期には楠孝志、須貝四郎、上野（伊藤）清章、中島敏文、内田国夫、西浦勝一がいる。初騎乗は同年同1日の東京第4競走4歳未勝利・オフク（12頭中4着）、初勝利は翌2日の東京第4競走障害5歳以上未勝利・マナメントであった。デビューから2週間後の16日には東京障害特別（春）をクインサーフで制し、他の同期生よりも早くに重賞初勝利を挙げている。新人年の障害重賞勝利は瀬戸口勉・加賀武見・中西武信・星野信幸・伊藤正徳に続く6人目となったが、2022年時点では田村が最後となっている。1年目は25勝（平地20勝, 障害5勝）を挙げ、新人では楠の26勝に次ぐ成績であった。2年目の1970年にはクイーンCをタマミで制し、平地の重賞を初制覇。3年目の1971年の途中に稲葉厩舎から梶与四松厩舎へ移籍し、梶の管理馬であったトクザクラで朝日杯3歳Sを優勝。自身唯一のGI級レース制覇を果たし、トクザクラは同年の啓衆社賞最優秀3歳牝馬を受賞。1972年もトクザクラとのコンビで牝馬東京タイムズ杯・ダービー卿CTを制し、桜花賞馬・アチーブスターやオークス馬・タケフブキを抑えて優駿賞最優秀4歳牝馬を受賞。1973年からは平地での騎乗に専念し、コンスタントに勝ち星を重ねる。1979年からは渡辺正人・小野定夫・横山富雄に次ぐフリー騎手となり、1981年には重賞4勝を含む51勝を挙げて全国8位に付け、初のベストテン入りを果たす。1983年には64勝で6位、1986年には60勝で8位、1988年には自己最高の75勝を挙げて7位であり、1981年と1983年には優秀騎手賞を受賞。毎年夏は開催期間中のほとんどを新潟で過ごしていたが、新潟には美浦や栗東から遠征してくる馬のためのトレーニング施設があったため、週末の出走予定馬はそこで最後の調教を行なった。人気騎手であった田村は毎週かなりの数の馬に騎乗していたが、自分の手で納得のいくまで調教することが多かった。スダホークやスズパレードの主戦騎手を務めるなど、重賞戦線を賑わせる上位の成績を残していたが、1989年のクリスタルC・リンカーンシチーが最後の重賞勝利となった。1990年代に入ると若手の台頭で騎乗数・勝利数ともに減り、1992年のテレビ東京賞3歳牝馬S・マイネアリーナを最後に重賞の騎乗も無くなる。1993年には3勝と一気に数字を落とし、デビュー年から続けていた2桁勝利も24年連続でストップ。それでも1996年には娘の真来が騎手デビューし、親娘騎手として注目されるが、田村は自身のことよりも、娘の方が心配になることもあった。晩年は調教中の落馬で肋骨を11本骨折する重傷を負い、なかなか体が元に戻らず、減量もきつくなっていた。1999年11月14日の東京第2競走3歳新馬・ナスノステップが最後の勝利、同馬に騎乗した12月4日の中山第9競走葉牡丹賞（競走中止）が最後の騎乗となり、同31日をもって現役を引退。
引退後は直前に所属していた高木嘉夫厩舎で調教助手をしていたが、2005年5月20日に厩舎が解散。現在ではノーザンファーム天栄の従業員として競走馬の育成に携わっている。

## 騎手通算成績
| 通算成績 | 1着 | 2着 | 3着 | 4着以下 | 騎乗回数 | 勝率 | 連対率 |
| -------- | --- | --- | --- | ------- | -------- | ---- | ------ |
| 平地     | 771 | 762 | 709 | 4922    | 7164     | .108 | .214   |
| 障害     | 8   | 6   | 13  | 31      | 58       | .138 | .241   |
| 計       | 779 | 768 | 722 | 4953    | 7222     | .108 | .214   |

### 主な騎乗馬
※太字はGIレース。
- クインサーフ（1969年東京障害特別 (春)）
- タマミ（1970年クイーンカップ）
- トクザクラ（1971年京成杯3歳ステークス・朝日杯3歳ステークス、1972年牝馬東京タイムズ杯・ダービー卿チャレンジトロフィー）
- プロスパラス（1974年北海道3歳ステークス）
- エンザンオー（1975年アラブ王冠 (春)）
- キタノリキオー（1981年目黒記念 (春)・中山記念）
- エイティトウショウ（1981年ラジオたんぱ賞）
- ハセシノブ（1981年オールカマー）
- アキビンゴ（1982年ラジオたんぱ賞）
- シュウザンキング（1984年アメリカジョッキークラブカップ）
- スズパレード（1984年ラジオたんぱ賞・福島記念、1985年金杯 (東)）
- スダホーク（1985年弥生賞、1987年阪神大賞典）
- ドウカンテスコ（1986年スプリンターズステークス）
- クールハート（1986年新潟3歳ステークス、1987年関屋記念）
- キングフローリック（1987年スプリンターズステークス）
- レオテンザン（1987年ラジオたんぱ賞）
- メジロフルマー（1988年日経賞）
- ウィニングスマイル（1988年根岸ステークス、1989年スプリンターズステークス）
- リンカーンシチー（1989年クリスタルカップ）

その他
- カバリエリエース
- ギャロップダイナ
- ビクトリアクラウン
- ジュウジアロー
- ダスゲニー
- トウショウペガサス